# Víctor Valencia de los Santos
Víctor Leopoldo Valencia de los Santos (Ciudad Juárez, Chihuahua, 6 de abril de 1959 - Ciudad Juárez, Chihuahua, 8 de noviembre de 2020) fue un político mexicano, miembro del Partido Revolucionario Institucional que se desempeñó como diputado federal en la LX Legislatura, secretario de Seguridad Pública del gobierno de Chihuahua y director de Administración y Finanzas del programa Prospera de la Secretaría de Desarrollo Social.

## Biografía
Era licenciado en Administración Pública y Ciencias Políticas egresado de la Universidad Autónoma de Chihuahua, y contaba con dos maestrías, una en Administración Pública y otra en Administración de Recursos Humanos.
Valencia ocupó varios cargos en la estructura del PRI entre ellos los de secretario general de la CNOP y presidente del Comité Municipal en Ciudad Juárez, secretario de Desarrollo Urbano y Ecología del estado en el gobierno de José Reyes Baeza Terrazas y fue dos veces diputado al Congreso de Chihuahua, de 1989 a 1992 y de 2001 a 2003.
Fue elegido diputado federal por el IV Distrito Electoral Federal de Chihuahua a la LX Legislatura de 2006 a 2009, solicitó licencia al cargo el 22 de marzo de 2007 para competir por la candidatura del PRI a Presidente Municipal de Ciudad Juárez, que finalmente no obtuvo, al ganar la postulación su competidor José Reyes Ferriz.
Reasumió su cargo como diputado Federal a partir del 3 de mayo del mismo año, y el 11 de octubre fue nombrado Presidente de la Comisión especial de la Cámara de Diputados encargada de investigar al expresidente Vicente Fox. Por segunda ocasión pidió licencia como diputado por tiempo indefinido a partir del 1 de julio de 2008, para asumir la representación del Gobierno del estado de Chihuahua en Ciudad Juárez, cargo en el que sustituyó a Jesús Macías Delgado; permaneció en este último cargo hasta el 28 de marzo de 2009, cuando el gobernador José Reyes Baeza Terrazas lo nombró secretario de Seguridad Pública del estado tras la renuncia del anterior titular.
Renunció al cargo de Secretario de Seguridad Pública de Chihuahua el 31 de enero de 2010 para buscar se candidato del PRI a la presidencia municipal de Ciudad Juárez.
El 5 de noviembre de 2013 fue nombrado director general de Administración y Finanzas del programa Prospera de la Secretaría de Desarrollo Social.
El 23 de febrero de 2017, Valencia de los Santos renunció al Partido Revolucionario Institucional después de 42 años de militancia.
Falleció en Ciudad Juárez el 8 de noviembre de 2020 a consecuencia de la enfermedad por coronavirus.